# 오바델레 톰슨
오바델레 톰슨(Obadele Thompson, 1976년 3월 30일 ~ )은 바베이도스의 단거리 육상 선수로, 2000년 시드니 올림픽에서 100m 동메달을 따면서 바베이도스의 첫 올림픽 메달리스트가 되었다.

## 생애
세인트마이클에서 태어나 해리슨 고등학교에서 수학하였다. 장학금을 받아 미국으로 건너가 텍사스 대학교 엘파소에서 마케팅과 경제학 학사를 취득하여 졸업하였다.

## 경력
1994년에 열린 카리프타 경기에서 가장 뛰어난 선수로서 오스틴 실리 상을 수상하였다.
그해 주니어 세계 기록 보유자였던 톰슨은 1996년 애틀랜타 올림픽에서 마이클 존슨이 세계 신기록과 우승한 200m 종목의 4위를 하면서 거의 올림픽 메달을 획득할 수 있었다.
1990년대 후반에 톱 10 단거리달리기 선수들과 시합에 나가면서, 1999년 세계 육상 선수권 대회에서 100m와 200m 양종목 4위를 하였다.
시드니 올림픽 100m 결승전에서 모리스 그린과 트리니다드 토바고의 아토 볼든에 밀려 3위를 하면서 동메달을 따냈으며, 200m에서는 4위를 하였다.
1996년 4월 텍사스주 엘파소에서 톰슨은 당시 가장 빠른 100m 경주를 달렸다. 그는 9.69초의 기록을 세웠다. 그러나 그것은 5.0m의 순풍과 이루어졌고, 국제 아마추어 육상 연맹의 법적 한계 2.0m를 넘었으며 정식으로 인정되지 않았다. 그의 시간은 12년 후에 2008년 올림픽 선발 시합에서 4.1m의 순풍과 함께 9.68초로 달린 타이슨 게이에 의하여 깨졌다. 톰슨의 9.69초는 후에 2008년 베이징 올림픽에서 우사인 볼트에 의하여 동일하게 되었다. 2009년 세계 육상 선수권 대회에서 볼트는 자신의 세계 기록을 9.58초로 깼다.
톰슨의 100m에서 가장 빠른 법적인 시간은 9.87초이고, 2000년 200m를 개인 전력 19.97초와 달렸다.
시드니 올림픽이 끝난 후, 톰슨은 오언 아서 전 총리에 의하여 "청소년들의 대사 겸 특별 교섭인"으로 임명되었다.

## 개인 최고 기록
- 55m - 5.59초 (1997년 2월 22일 콜로라도스프링스 미국 공군 사관학교)
- 60m - 6.56초 (1999년 2월 19일 버지니아주 페어팩스)
- 100m - 9.87초 (1998년 9월 11일 남아프리카 공화국 요하네스버그)
- 200m - 19.97초 (2000년 9월 9일 일본 요코하마)
- 400m - 45.38초 (1996년 3월 30일 텍사스주 엘파소)